# Gilbert Seldes
Gilbert Vivian Seldes (né le 3 janvier 1893 et mort le 29 septembre 1970) est un intellectuel américain.

## Biographie
Il s'est spécialisé dans la défense des formes artistiques et des médias nés ou principalement développés aux États-Unis (jazz, comic strip, comédie musicale, télévision, etc.). Son ouvrage de 1924, The Seven Lively Arts, eut à son époque un certain retentissement.

## Documentation
- Michael G. Kammen, The Lively Arts: Gilbert Seldes and the Transformation of Cultural Criticism in the United States, Oxford : Oxford University Press, 1996.  (ISBN 0-19-509868-4)